# Gran Premio de Indonesia de Motociclismo
El Gran Premio de Indonesia de Motociclismo es una carrera de motociclismo de velocidad que se corrió durante los años 1996 y 1997 en el Circuito Internacional de Sentul. En 2019 se anunció el regreso del gran premio para la temporada 2021, pero debido a las restricciones por la pandemia de Covid-19, la carrera no fue realizada pasando su redebut en el campeonato para 2022.

## Circuitos utilizados

Sentul, utilizado en 1996-1997
Mandalika, circuito utilizado en su regreso en 2022

## Ganadores del Gran Premio de Indonesia

### Ganadores múltiples (constructores)
| # Victorias | Constructor | Victorias | Victorias        |
| # Victorias | Constructor | Categoría | Años ganador     |
| ----------- | ----------- | --------- | ---------------- |
| 4           | Honda       | 500 cc    | 1996, 1997       |
| 4           | Honda       | 250 cc    | 1997             |
| 4           | Honda       | Moto3     | 2022             |
| 3           | Kalex       | Moto2     | 2022, 2023, 2024 |
| 2           | Aprilia     | 125 cc    | 1996, 1997       |
| 2           | KTM         | MotoGP    | 2022             |
| 2           | KTM         | Moto3     | 2023             |
| 2           | Ducati      | MotoGP    | 2023, 2024       |

### Por año
| Año  | Circuito  | Moto3           | Moto3       | Moto2           | Moto2       | MotoGP            | MotoGP      |
| Año  | Circuito  | Piloto          | Constructor | Piloto          | Constructor | Piloto            | Constructor |
| ---- | --------- | --------------- | ----------- | --------------- | ----------- | ----------------- | ----------- |
| 2024 | Mandalika | David Alonso    | CFMoto      | Arón Canet      | Kalex       | Jorge Martín      | Ducati      |
| 2023 | Mandalika | Diogo Moreira   | KTM         | Pedro Acosta    | Kalex       | Francesco Bagnaia | Ducati      |
| 2022 | Mandalika | Dennis Foggia   | Honda       | Somkiat Chantra | Kalex       | Miguel Oliveira   | KTM         |
| Año  | Circuito  | 125 cc          | 125 cc      | 250 cc          | 250 cc      | 500 cc            | 500 cc      |
| Año  | Circuito  | Piloto          | Constructor | Piloto          | Constructor | Piloto            | Constructor |
| 1997 | Sentul    | Valentino Rossi | Aprilia     | Max Biaggi      | Honda       | Tadayuki Okada    | Honda       |
| 1996 | Sentul    | Masaki Tokudome | Aprilia     | Tetsuya Harada  | Yamaha      | Mick Doohan       | Honda       |